# Krautita
La krautita és un mineral de la classe dels fosfats, que pertany i dona nom al grup de la krautita. Rep el nom en honor de François Kraut (8 de febrer de 1907 - 28 d'agost de 1983), mineralogista hongarès del Musée Nationale d'Histoire Naturellede París.

## Característiques
La krautita és un arsenat de fórmula química Mn(AsO₃OH)(H₂O). Cristal·litza en el sistema monoclínic. La seva duresa a l'escala de Mohs es troba entre 3 i 4.
Segons la classificació de Nickel-Strunz, la krautita pertany a «08.CB - Fosfats sense anions addicionals, amb H₂O, només amb cations de mida mitjana, RO₄:H₂O = 1:1» juntament amb els següents minerals: serrabrancaïta, hureaulita, sainfeldita, vil·lyael·lenita, nyholmita, miguelromeroïta, fluckita, cobaltkoritnigita, koritnigita, yvonita, geminita, schubnelita, radovanita, kazakhstanita, kolovratita, irhtemita i burgessita.

## Formació i jaciments
Va ser descoberta a Sacarîmb, a la localitat de Deva, dins el comtat d'Hunedoara (Romania). També ha estat descrita a Cavnic, a la província de Maramureș. Fora de Romania també ha estat trobada a Austràlia, Xile, el Japó i la República Txeca.